# 212 (số)
212 (hai trăm mười hai) là một số tự nhiên ngay sau 211 và ngay trước 213.